# Wapen van Slowakije
Het wapen van Slowakije is een oud-Gotisch schild. Het bestaat uit drie blauwe heuvels tegen een rode achtergrond. Op de middelste heuvel staat een zilveren dubbel kruis (Kruis van Lotharingen). De heuvels symboliseren de Tatra, de Kleine Fatra en Grote Fatra (alle in Slowakije) en de Mátra (nu in Hongarije), drie bergketens in het noorden van het voormalige Koninkrijk Hongarije.

Het Slowaakse wapen tussen 1960 en 1990, toen Slowakije tot Tsjechoslowakije behoorde.

Het wapen wordt al sinds de 16e eeuw gebruikt als symbool voor Slowakije.
Het wapen staat sinds 3 september 1992 op de vlag van Slowakije.
Albanië · Andorra · Azerbeidzjan · België · Bosnië en Herzegovina · Bulgarije · Denemarken · Duitsland · Estland · Finland · Frankrijk · Georgië · Griekenland · Hongarije · Ierland · IJsland · Italië · Kosovo · Kroatië · Letland · Liechtenstein · Litouwen · Luxemburg · Malta · Moldavië · Monaco · Montenegro · Nederland · Noord-Macedonië · Noorwegen · Oekraïne · Oostenrijk · Polen · Portugal · Roemenië · Rusland · San Marino · Servië · Slovenië · Slowakije · Spanje · Transnistrië · Tsjechië · Turkije · Vaticaanstad · Verenigd Koninkrijk · Wit-Rusland · Zweden · Zwitserland

Afhankelijke gebieden: Åland · Faeröer · Gibraltar · Guernsey · Jersey · Man

Betwiste gebieden: Abchazië · Adzjarië